# 텐 이어즈 애프터
텐 이어즈 애프터(Ten Years After)는 1960년대 후반부터 1970년대 초반까지 가장 인기를 끌었던 영국의 블루스 록 밴드이다. 1968년부터 1973년까지 이들은 영국 음반 차트에서 8장의 연속적인 음반을 톱 40에 진입시키는 성과를 거두었으며, 미국 빌보드 200 차트에도 총 12장의 음반이 진입하였다. 대표곡으로는 〈I'm Going Home〉, 〈Hear Me Calling〉, 〈I'd Love to Change the World〉, 〈Love Like a Man〉 등이 있다.

## 음반 목록
- Ten Years After (1967)
- Undead (1968; 14 May 1968, live at Klooks Kleek, London)
- Stonedhenge (1969)
- Ssssh (1969)
- Cricklewood Green (1970)
- Watt (1970)
- A Space in Time (1971)
- Rock & Roll Music to the World (1972)
- Recorded Live (1973; 26–29 January 1973, live in Frankfurt, Rotterdam, Amsterdam and Paris)
- Positive Vibrations (1974)
- About Time (1989)
- Now (2004)
- Evolution  (2008)
- A Sting in the Tale  (2017)